# Gianfrancesco Guarnieri
Gianfrancesco Guarnieri, all'anagrafe Gianfrancesco Sigfrido Benedetto Martinenghi De Guarnieri (Milano, 6 agosto 1934 – San Paolo, 22 luglio 2006), è stato un attore, regista, drammaturgo e poeta italiano naturalizzato brasiliano.

## Biografia
Nel 1936 i suoi genitori, il maestro Edoardo Guarnieri e l'arpista Elsa Martinenghi, entrambi antifascisti, decisero di trasferirsi in Brasile, stabilendosi quindi a Rio de Janeiro.
Nel 1981 interpretò il film Non portano lo smoking, tratto da un suo lavoro teatrale di diversi anni prima: la pellicola vinse il Leone d'Argento alla Mostra del Cinema di Venezia.
Recitò in diverse telenovele, tra cui Doppio imbroglio (nella quale fu protagonista insieme a Fernanda Montenegro), Terra nostra e Terra nostra 2 - La speranza.
Fu anche paroliere per cantanti acclamati come Adoniran Barbosa, Carlos Lyra, Edu Lobo, Toquinho e Sérgio Ricardo; scrisse inoltre un libretto d'opera.
Impegnato in politica, fu per due anni (1984-86) "segretario della cultura" a San Paolo nella giunta comunale di Mário Covas.
Il 2 giugno 2006 Guarnieri, mentre registrava nel Teatro Oficina a San Paolo la telenovela Belíssima, dove interpretava il personaggio di Pepe, accusò un malore: ricoverato d'urgenza nell'Ospedale Sírio-Libanês a San Paolo, morì di insufficienza renale cronica, cinquanta giorni dopo, il 22 luglio. 

## Vita privata
Si sposò due volte: la sua prima moglie fu la giornalista Cecilia Thompson, dalla quale ebbe due figli, gli attori Flavio Guarnieri e Paulo Guarnieri. Dal secondo matrimonio nacquero gli altri tre suoi figli.

## Filmografia parziale

### Cinema
- Non portano lo smoking, regia di Leon Hirszman (1981)
- O Quatrilho - Il quadriglio (O Quatrilho), regia di Fábio Barreto (1995)

### Televisione
- Fiore selvaggio (Cabocla), 1979
- Doppio imbroglio (Cambalacho), 1986
- L'amore vero non si compra (Cortina de vidro), 1989
- Terra nostra 2 - La speranza (Esperança), 2002-2003